# Asperula abbreviata
Asperula abbreviata är en måreväxtart som först beskrevs av Eugen von Halácsy, och fick sitt nu gällande namn av Karl Heinz Rechinger. Asperula abbreviata ingår i släktet färgmåror, och familjen måreväxter. Inga underarter finns listade i Catalogue of Life.